# Monumentul Eroilor Sanitari
Monumentul Eroilor Sanitari, operă a sculptorului italian Raffaello Romanelli, se află în Piața Operei din București, la intersecția Splaiului Independenței cu Bulevardul Eroilor Sanitari, în vecinătatea Operei Naționale și a Facultății de Medicină. Monumentul este înscris la poziția nr. 2284, cu codul  B-III-m-B-19955, în Lista monumentelor istorice, actualizată prin Ordinul ministrului Culturii și Cultelor, nr.2314/8 iulie 2004.
Monumentul Eroilor Sanitari a fost înălțat în anul 1932, în timpul mandatului primarului Bucureștiului Dem. I. Dobrescu și este închinat memoriei medicilor, sanitarilor, surorilor voluntare care au salvat vieți pe fronturile Primului Război Mondial.
Soclul din marmură, format din trepte înalte suprapuse, prezintă la al treilea nivel un brâu de altoreliefuri cu scene din activitatea sanitarilor, pe câmpul de luptă sau în sălile spitalelor de campanie. Pe latura principală, personajul feminin central, o femeie în uniformă de soră de caritate, ar putea fi însăși Regina Maria. De pe această a treia treaptă a postamentului pornesc 4 coloane care susțin un platou din aceeași marmură alb-gălbuie, platou purtător al unui grup statuar, de bronz, cu 3 personaje: un erou căzut, gol, copleșit de suferință, un personaj feminin simbolic, purtând o sabie și o cunună, și un ostaș sanitar care așteapta să primească pe frunte însemnul gloriei cucerite în luptă.
Brâul cu altoreliefuri care înconjoară pe cele 4 laturi soclul surprinde scene din activitatea personalului sanitar pe front sau în spitalele de campanie - brancardieri pe câmpul de luptă adună răniți; un grup de chirurgi militari operând; un sanitar care dă unui soldat rănit să bea apă; o soră de caritate pansează un rănit; un spital de campanie. Se presupune că personajul feminin îmbrăcat în uniformă de soră de caritate ar fi Regina Maria a României. 
Unul din panourile basorelief de bronz de pe Monumentul Eroilor Sanitari din București, unde sunt reprezentați Regina Maria ca soră sanitară, Prințul Nicolae al României în uniformă de cadet și Principesa Elisabeta de România de asemenea ca soră sanitară. Basorelieful prezintă o scenă din anul 1917, în una din cele mai grele perioade ale Primului Război Mondial pentru România, când suportul moral al Familiei Regale și munca în vizitele în spitalele de campanie ale Reginei Maria și ale copiilor ei au fost esențiale pentru menținerea moralului în acele zile de cumpănă. Basoreliefurile au supraviețuit comunismului deoarece nu sunt menționate nume pe ele, iar oficialii comuniști au crezut că sunt o scenă generală de război, lăsându-le la locul lor.
Pe fațada principală a piedestalului, pe o placă din travertin, este inscripționat cu litere în relief: "EROILOR SANITARI - 1916-1920".
Construirea primului tronson al metroului din București a necesitat demontarea monumentului, acesta fiind apoi refăcut în anul 1981 și amplasat pe același loc și în forma sa inițială.